# Jan Tříska
Jan Tříska (ur. 4 listopada 1936 w Pradze, zm. 25 września 2017 tamże) – czeski aktor.

## Życiorys
Tříska w 1959 roku ukończył studia na Wydziale Teatralnym Akademii Sztuk Scenicznych w Pradze. Jego żoną była Karla Chadimová, czeska aktorka. Miał dwie córki. W ostatnich latach życia aktor mieszkał w Stanach Zjednoczonych. Za  postać Markiza w filmie Szaleni został nominowany do Czeskiego Lwa.
23 września 2017 roku dwaj inżynierowie górniczy z kopalni Rydułtowy wyłowili z Wełtawy tonącego Třískę. Udało im się przywrócić u niego oddech i krążenie, jednak dwa dni później aktor zmarł. Nie stwierdzono czy przyczyną śmierci było przypadkowy upadek z mostu Karola, czy aktor próbował popełnić samobójstwo.

## Filmografia
- 1959: Co tydzień niedziela jako praktykant Vašek Janura
- 1976: Na skraju lasu jako dr Václav Houdek
- 1990: Zwariowani detektywi jako Steckler
- 1991: Szkoła podstawowa jako Igor Hnizdo
- 1998: Ronin jako Dapper Gent
- 2003: Jedna ręka nie klaszcze jako ojciec Standa
- 2004: Na złamanie karku jako profesor Otakar Horecký
- 2005: Szaleni jako Markiz